# Resolutie 452 van de Veiligheidsraad van de Verenigde Naties
Resolutie 452 van de Veiligheidsraad van de Verenigde Naties werd op 20 juli 1979 aangenomen. Veertien leden stemden voor; enkel de Verenigde Staten onthielden zich van stemming. De resolutie riep Israël op te stoppen met het stichten van nederzettingen in de Arabische gebieden die het in 1967 had bezet.

## Achtergrond
In 1967 vocht Israël de Zesdaagse Oorlog uit tegen Egypte, Syrië en Jordanië. Tijdens die oorlog bezette Israël grondgebied van de drie tegenstanders: de Golanhoogten in Syrië, de Westelijke Jordaanoever die in 1948 door Jordanië was geannexeerd en in 1947 door de VN werd beschouwd als grondgebied van een te vormen Arabische staat, Oost-Jeruzalem met onder meer de Oude Stad die eveneens door Jordanië was geannexeerd en door de VN bestempeld als internationaal gebied) en ten slotte de Gazastrook en het schiereiland Sinaï van Egypte. Vervolgens verschenen de Israëlische nederzettingen in de bezette gebieden, waaraan de Palestijnen steeds meer grondgebied verloren. Sindsdien werd alleen de Sinaï − na vredesoverleg met Egypte − in 1982 teruggegeven. De Joodse nederzettingen aldaar werden ontruimd.

## Inhoud
De Veiligheidsraad:
- Neemt nota van de aanbevelingen van de in resolutie 446 opgerichte commissie om de situatie in de bezette gebieden te onderzoeken.
- Betreurt het gebrek aan medewerking van Israël.
- Beschouwt het Israëlische beleid om nederzettingen op te richten in bezet Arabisch gebied als illegaal en een schending van de Geneefse Conventie betreffende de Bescherming van Burgers tijdens Oorlogstijd.
- Is erg bezorgd over dit beleid en de gevolgen ervan voor de lokale Arabische en Palestijnse bevolking.
- Benadrukt dat deze zaak opgelost moet worden en dat er maatregelen moeten worden genomen tegen de onpartijdige inbeslagname van eigendommen.
- Denkt aan de speciale status van Jeruzalem en de nood om het unieke karakter van de heilige plaatsen aldaar te beschermen.
- Vestigt de aandacht op de gevolgen van het nederzettingenbeleid voor de zoektocht naar vrede in het Midden-Oosten.

1. Eert het werk van de commissie
2. Aanvaardt de aanbevelingen in het commissierapport.
3. Roept de overheid en bevolking van Israël op om de oprichting van nederzettingen in Arabisch gebied, waaronder Jeruzalem, te stoppen.
4. Vraagt de commissie de uitvoering van deze resolutie nauw op te volgen en tegen 1 november te rapporteren.

Lijst ·  444 ·  445 ·  446 ·  447 ·  448 ·  449 ·  450 ·  451 ·  452 ·  453 ·  454 ·  455 ·  456 ·  457 ·  458 ·  459 ·  460 ·  461